# اینس اچوریا بیو
اینس اچوریا بیو (انگلیسی: Inés Echeverría Bello؛ ۲۲ دسامبر ۱۸۶۸ – ۱۳ ژانویهٔ ۱۹۴۹) نویسنده، و روزنامه‌نگار اهل شیلی بود.

## زندگی‌نامه
اینس اچوریا در ۲۲ دسامبر ۱۸۶۸، در خانواده‌ای از طبقه ممتاز به دیده به جهان گشود و در دامان چنین جایگاهی پرورش یافت. او تنها دختر فلیکس اچوریا والدس و اینس بیو رئیس بود و از نوادگان بزرگ آندرس بیو به‌شمار می‌رفت. اما سرنوشت چنین رقم خورد که مادرش هنگام زایمان جان بسپارد، و بدین ترتیب اینس تحت سرپرستی دولورس اچوریا، عمه پدری‌اش، بزرگ شد.
اینس دخترعموی ربکا مات بیو و خواهر ناتنی ویسنته اچوریا لارائین، روزنامه‌نگار و دیپلمات، بود. او همچنین رابطه‌ای نزدیک و صمیمی با الیودورو یانز و آرتورو آلستاندری داشت که همکاری با آنان را از دهه ۱۹۱۰ آغاز کرد.
حتی در اواخر قرن نوزدهم، خانواده‌های ثروتمند از معلمان خصوصی برای آموزش دختران خود استفاده می‌کردند، با وجود این که آموزش رسمی مدرسه‌ای و مجوز دسترسی زنان به دانشگاه از طریق فرمان آموناتگی در سال ۱۸۷۷ فراهم شده بود.
با این حال، به دلیل ماهیت محافظه‌کارانه و مذهبی کاتولیکی خانواده اچوریا، اینس به روش قدیمی تربیت شد: آموزش در زمینه‌های دین، موسیقی، گلدوزی، زبان فرانسه و انگلیسی.
در تاریخ ۱۰ آوریل ۱۸۹۲، اینس اچوریا با خوآکین لارائین آلکالده، یکی از افسران ارتش و پسر خوزه پاتریسیو لارائین گانداریلاس و کارولینا آلکالده ولاسکو، ازدواج کرد.
این زوج در خانه پدر اینس اقامت داشتند و صاحب چهار فرزند به نام‌های ربکا، آیریس، لوز و اینسیتا شدند.
در صبح روز ۱۳ ژانویه ۱۹۴۹، اینس اچوریا در زادگاهش درگذشت.

## آثار ادبی
اینس اچوریا از سنین نوجوانی شروع به نوشتن یک دفترچه خاطرات شخصی کرد، که در آن به زبان فرانسوی می‌نوشت.
در بزرگ‌سالی، او در مصاحبه‌ای با آماندا لابارکا در سال ۱۹۱۵ اظهار داشت که این زبان را به کاستیانو ترجیح می‌دهد، زیرا به عقیده او، این زبان نماینده جامعه‌ای بود که زنان را محدود می‌کرد، و همچنین زبان آشپز محسوب می‌شد.
با این وجود، بخش عمده‌ای از آثار او به زبان کاستیانو نوشته شده و او هرگز در خارج از کشور اقامت نکرد، هرچند که مدت‌های طولانی را در مکان‌های مختلف اروپا، به‌ویژه پاریس گذراند و حتی به اورشلیم نیز سفر زیارتی داشت.
تا حدود ۳۰ سالگی، اینس اچوریا یک کاتولیک فعال بود، اما در ابتدای قرن بیستم، دگرگونی خود را در حوزه‌های تئوسوفی و روح‌گرایی آغاز کرد. با این وجود، او هرگز پیوند خود با شخصیت‌های مسیحی که در سال‌های اولیه زندگی‌اش نقش اساسی داشتند، از دست نداد.
اینس اچوریا بیو علیه قراردادهای محافظه‌کارانه طبقه اجتماعی خود در مورد نقش زنان، شورش کرد. در سال ۱۹۰۴، او اولین کتاب خود را با عنوان به سوی شرق تحت نامی ناشناس منتشر کرد.
بعدها او از نام‌های مستعار همچون ایریس، اینس بیو و رینبو استفاده کرد.
پس از یک سفر طولانی به اروپا و سرزمین مقدس، اینس اچوریا در سال ۱۹۰۵، به همراه تولد چهارمین و تنها دخترش و انتشار اولین کتابش، محافل ادبی را در خانه خود آغاز کرد. این محافل میزبان نخبگان روشنفکری زمان خود بود، از جمله افرادی مانند آگوستو د’هالمر، لوئیس اورگو لوکو، خوآکین ادواردز بیو، ماریانو لاتوره و فرناندو سانتیوان، در میان دیگران.
در سال ۱۹۱۰، او چهار کتاب منتشر کرد که به دلیل محتوای انتقادی خود تأثیر بزرگی داشتند: پروفایل‌های مبهم، زمین بکر، احساسات نمایشی و برگ‌های افتاده.
اولین آثار منتشرشده او شامل پروفایل‌های مبهم، گزارشی از سفرهای گسترده‌اش به اروپا، و زمین بکر، مطالعه‌ای دربارهٔ جنوب شیلی بودند. نوشته‌های بعدی او به شکل مجموعه‌ای از مقاله‌ها در مجلات شیلیایی منتشر شدند. در سال ۱۹۱۴، اینس اچوریا در پاریس رمان میان دو جهان را منتشر کرد که مورد تحسین قرار گرفت. پس از آن، در سال ۱۹۱۷، ساعت منع عبور را منتشر کرد، که موضوع آن بر اساس زندگی ساکنان آمریکای جنوبی در پایتخت فرانسه بود.
در سال ۱۹۱۸، اچوریا مقاله‌هایی برای "ملت" نوشت. علاوه بر آثار یادشده و نوشته‌هایش در ال مرکوریو، خانواده، زیگ‌زاگ، و حوادث، او احساسات نمایشی را منتشر کرد که مجموعه‌ای از نقدهای نمایشی بود.
در سال ۱۹۲۲، اینس اچوریا به عنوان نخستین زن دانشگاهی در دانشکده فلسفه و ادبیات دانشگاه شیلی فعالیت خود را آغاز کرد.
برخی از نویسندگان آثار او را در چارچوب فمینیسم اشرافی دسته‌بندی می‌کنند؛ جریانی که شامل دیگر نویسندگانی همچون ورا زوروف، ماریانا کاکس مندز، ترزا ویلمز مونت، ماریا لوئیزا فرناندز دو گارسیا هویدوبرو و خیمنا مورلا لینچ نیز می‌شود.